# Пилява (Черкасская область)
Пилява (укр. Пилява) — село в Каневском районе Черкасской области Украины.
Население по переписи 2001 года составляло 115 человек. Занимает площадь 10 км². Почтовый индекс — 19031. Телефонный код — 4736.

## История
Пилява, село в Черкасской области. В зап. части села, на правом берегу реки Росавы, полуразрушенное, округлое (диаметром 50 м) в плане городище. Замечены следы 2-х концентрических валов. Подъемный материал: древнерусская гончарная керамика XII—XIII вв. Поблизости был найден клад серебряных украшений XI—XII вв. Памятник неоднократно обследовался археологами. Рядом расположено открытое селище.
Село было в составе Степанской волости Каневского уезда Киевской губернии. В селе Пилява была Михайловская церковь. Священнослужители Михайловской церкви:
- 1799 — священник Даниил Иванович Жуковский
- 1802 — священник Иван Данилович Жуковский
- 1842—1871 — священник Ксенофонт Семенович Уляницкий

## Местный совет
19031, Черкасская обл., Каневский р-н, с. Степанцы